# Renata Fodor
Renáta Fodor (ur. 1 października 1978 w Budapeszcie) – węgierska szpadzistka.

## Życiorys
W swoim dorobku ma dwa srebrne medale mistrzostw Europy zdobyte w konkurencji drużynowej w 2000 i 2004 roku.